# Fontaines-les-Sèches
Fontaines-les-Sèches település Franciaországban, Côte-d’Or megyében. Lakosainak száma 26 fő (2022. január 1.). Fontaines-les-Sèches Laignes, Savoisy, Verdonnet, Nesle-et-Massoult, Jully és Sennevoy-le-Bas községekkel határos.

## Népesség
A település népességének változása:
| Lakosok száma | 82   | 59   | 47   | 42   | 33   | 31   | 26   | 25   | 25   | 26   |
|               | 1968 | 1982 | 1990 | 2006 | 2013 | 2015 | 2017 | 2019 | 2020 | 2022 |